# UNIMARC

## Історія
Формат UniMarc [Архівовано 24 грудня 2005 у Wayback Machine.] (акронім для Universal Machine Readable Cataloging) розроблено зі сприяння Міжнародної Федерації Бібліотечних Асоціацій і Установ (IFLA) у 1977 році для розв'язання проблеми несумісності між різними національними МАРК-форматами. Головною метою було створення міжнародного МАРК-формату, який міг би розмістити бібліографічні записи усіх видів МАРК-форматів. Такі записи могли бути перетворені у UNIMARC — який діяв би як базовий формат — і звідти в будь-який інший МАРК-формат, якщо потрібно. UNIMARC повинен був бути форматом, що б полегшив міжнародний обмін бібліографічними відомостями у машиночитній формі.
Оскільки багато країн не утворили власного національного МАРК-формату і були на грані прийняття рішення, UNIMARC був прийнятий, як їх власний формат впродовж 80-х та 90-х років. В кінці 20-го сторіччя, 50 установ використовувало UNIMARC, з них 22, як обмінний формат і 10, як внутрішній і 17 інших вказали, що вони можуть використати UNIMARC. Це були установи зі всього світу.
Спершу UNIMARC використовувався лише для бібліографічних записів але у 1991 був виданий UNIMARC для авторитетних записів і, останнім часом створені формати UNIMARC для класифікаційних даних та даних про зберігання.

## Національні версії
Зараз UNIMARC є також національним форматом Франції, адаптований у Росії та Білорусі, Молдавії, Румунії, Словенії, Італії, Португалії, Китаї Тайвані, та інших країнах. Проєкт формату був створений в Україні, і зберігає певне розповсюдження та розвиток.

## Опис формату
UNIMARC є специфічною реалізацією міжнародного стандарту ISO 2709, що визначає структуру записів, що містять бібліографічні дані.
Формат UNIMARC включає поля, необхідні для опису таких видів документів, як текстові документи монографічні (насамперед, сучасні книги), стародруки, серіальні видання, нотні документи, графічні матеріали на непрозорій основі, аудіоматеріали, відео-та проєкційні матеріали, електронні ресурси, картографічні матеріали.
Характерною рисою UNIMARC є чітке та ясне розподілення бібліографічних даних за функціональними ознаками. Вони розподіляються на 10 блоків відповідно до кожної з функцій:
блок 0  — елементи ідентифікації (номери);
блок 1  — закодовані фрагменти інформації;
блок 2  — описова інформація (ISBD);
блок 3  — примітки;
блок 4  — зв’язки (між різними бібліографічними записами);
блок 5  — різноманітні форми назви;
блок 6  — аналіз змісту (рубрики, класифікації);
блок 7  — інтелектуальна відповідальність;
блок 8  — блок міжнародного використання;
блок 9  — локальні дані (зарезервовано для полів для національного/місцевого використання).
Поля формату UNIMARC можна підрозділити на загальні та специфічні. Загальні поля використовуються при описі будь-яких видів документів, специфічні — лише при описі певних видів. Специфічні поля зустрічаються в блоках полів формату 0ХХ, 1ХХ, 2ХХ. У блоці 0ХХ є поля для запису унікальних міжнародних ідентифікують номерів документів (ISBN, ISSN, ISMN і т.д.). У блоці 1ХХ існують поля кодованих даних окремо для книг (105), серіальних видань (110), відеоматеріалів (115), графічних матеріалів (116), електронних ресурсів (135). У блоці описової інформації 2ХХ специфічне поле 230 відображає область специфічних відомостей про електронні ресурси.